# The Ties That Bind
«The Ties That Bind» es una canción interpretada por el cantautor estadounidense Don Williams. Fue publicada en noviembre de 1974 como el segundo y último sencillo de su álbum Don Williams Vol. III.

## Antecedentes, escritura y lanzamiento
Tras la disolución de Pozo-Seco Singers, Williams trabajó brevemente fuera de la industria musical. Sin embargo, pronto retomó su carrera musical. En diciembre de 1971, Williams firmó como compositor para Jack Clement con Jack Music Inc. En 1972, firmó un contrato con JMI Records como artista country solista. Su canción de 1974, «We Should Be Together», alcanzó el número cinco, y firmó con ABC/Dot Records. Aunque su primer éxito comercial fue en 1973, Williams tuvo su sencillo de mayor éxito hasta la fecha con «I Wouldn't Want to Live If You Didn't Love Me» de 1974, una composición de Al Turney. Entre sus canciones posteriores a «I Wouldn't Want to Live If You Didn't Love Me» se encontraba «The Ties That Bind». La canción fue compuesta por Clyde Otis y Vin Corso. «The Ties That Bind» se publicó en noviembre de 1974 como el segundo y último sencillo de su álbum Don Williams Vol. III. El lado B del sencillo, «Goodbye Really Isn't Good at All», fue compuesta por el propio Williams.

## Rendimiento comercial
En Estados Unidos, «The Ties That Bind» debutó en la posición número 55 de la lista Country Top 75 de la revista Cash Box durante la semana que terminó el 21 de diciembre de 1974, donde se desempeñó como el segundo debut más alto de la edición. Después de escalar de manera constante la lista durante once semanas consecutivas, encabezó la lista el 1 de marzo de 1975, donde desplazó la canción de Cal Smith, «It's Time to Pay the Fiddler», del puesto más alto. «The Ties That Bind» salió de la lista Country Top 75 el 29 de marzo en la posición número 46; en total, pasó quince semanas consecutivas entre los rankings de la lista. En la lista Hot Country Singles de Billboard, «The Ties That Bind» alcanzó el puesto número 4 el 22 de febrero.
Fuera del país natal de Williams, el sencillo tuvo un éxito comercial similar. En Canadá, «The Ties That Bind» debutó en el puesto número 47 de la lista RPM Country Playlist durante la semana que terminó el 25 de enero de 1975, donde se desempeñó como el tercer debut más alto de la edición. En su séptima semana en la lista, «The Ties That Bind» alcanzó el puesto número 2; se mantuvo fuera del primer puesto por «It's Time to Pay the Fiddler» de Cal Smith. «The Ties That Bind» salió de la lista Country Playlist el 5 de abril en la posición número 40; en total, pasó diez semanas consecutivas entre los rankings de la lista.

## Lista de canciones
7-inch single – ABC/Dot DOA-17531
1. «The Ties That Bind» – 2:36
2. «Goodbye Really Isn't Good at All» – 2:57

## Posicionamiento

### Gráfica semanal
| Gráfica (1975)                                 | Pico de posición |
| ---------------------------------------------- | ---------------- |
| Canadá (RPM Country Playlist)                  | 2                |
| Estados Unidos (Billboard Hot Country Singles) | 4                |
| Estados Unidos (Cash Box Country Top 75)       | 1                |

### Gráfica de fin de año
| Gráfica (1975)                                 | Pico de posición |
| ---------------------------------------------- | ---------------- |
| Estados Unidos (Billboard Hot Country Singles) | 40               |
| Estados Unidos (Cash Box Country Top 75)       | 9                |